# Ubisoft
Ubisoft Entertainment је издавачка кућа за рачунарске и видео игре, основана 1986. године у Карантоару, Француска.